# Боасо (Лоар и Шер)
Боасо (фр. Boisseau) је насељено место у Француској у региону Центар, у департману Лоар и Шер.
По подацима из 2011. године у општини је живело 102 становника, а густина насељености је износила 12,66 становника/km².

## Демографија
| 1962. | 1968. | 1975. | 1982. | 1990. | 2011. |
| ----- | ----- | ----- | ----- | ----- | ----- |
| 135   | 141   | 124   | 100   | 99    | 102   |